# Екатерина де Бо (сеньора де Куртезон)
Екатерина (Катерина) де Бо (фр. Catherine des Baux de Courthézon, ум. 28 декабря 1394) — сеньора де Куртезон с 1347.
Единственная дочь и наследница Бертрана VI де Бо, сеньора де Куртезон, маршала княжества Ахейского и генерального викария графств Кефалонии и Лепанто, и Маргариты де Роана.

## Биография
В 1336 была выдана отцом замуж за кузена Бертрана де Бо д’Авеллино, сеньора Бранта, Плезанса и Каромба, принесла в приданое замок Годиссар и его земли, в бальяже Систерон.
Этот брак был несчастным, и, несмотря на усилия папы, супруги разъехались, Бертран удалился в замок Бо, а Катерина в Куртезон. Её замкнутость и недостатки характера возбудили алчность её кузена Раймонда V, принца Оранского, посчитавшего владения одинокой родственницы легкой добычей. В 1365 вместе со своим братом Бертраном, сеньором де Жигонда, он захватил замок Куртезон и увел Катерину пленницей в Оранж. Полагая, что это ему сойдет с рук, принц просчитался: в защиту Катерины выступили её двоюродный дядя и эвентуальный наследник Раймонд де Бо де Куртезон, граф Солето, и римский папа.
Сенешаль Прованса Фульк д’Агу потребовал у Раймонда и Бертрана предстать перед судом в замке Оранж, как мятежников против королевы Джованны. Королева написала им 22 ноября из Аверсы, что для того, чтобы получить прощение за преступления, совершенные ими против великого камерлинга Сицилии Раймонда графа Солето, она приказывает под угрозой преследования по обвинению в мятеже передать Катерину, её земли и замок Жану де Лодену, её генеральному вигье. Урбан V отлучил братьев от церкви, заставил вернуть Куртезон и отпустить Катерину в Авиньон.
Соглашение состоялось в Оранже; 28 ноября 1365 Катерина простила своих врагов и позволила знати и жителям Куртезона принести тесный оммаж Раймонду V.
Но меньше чем через месяц вражда возобновилась. В двух письмах, от 25 апреля и 24 июня 1366 Джованна дала распоряжения своему сенешалю выступить против Раймонда и Бертрана и отобрать у них замок. 12 июня 1367 Раймонд д’Агу, сенешаль Прованса, объявил братьев виновными в заговоре и измене, заочно приговорил к конфискации всех их владений в Оранже, Жонкьере, Жигонда, и к штрафу в 1000 марок золотом. 4 ноября 1369 папа Урбан V приказал кардиналу де Кабассолю принять на себя охрану замка Куртезон, запретив туда вход сторонникам и Раймонда V и Катерины. 5 декабря по просьбе Раймонда де Куртезона, графа Солето, он дал Раймонду V срок в две недели для заключения окончательного мира.
В конце декабря 1369 стараниями добродетельной Жанны Женевской, жены Раймонда V, состоялось примирение последнего с графом Солето. Замок Куртезон должен был вернуться к Катерине, и перейти к принцу Оранскому, если та умрет бездетной. В 1370 по просьбе графа Солето королева простила Бертрана Оранского «по причине его юности», а несколькими месяцами позже и его брата Раймонда, и отменила наложенные на них наказания.
3 октября 1373, наученная, надо думать, своими испытаниями, Катерина де Куртезон в Бранте перед дверями церкви, в присутствии своего исповедника и своего мужа Бертрана, заявила, что долгое время пренебрегала заботами о своей душе по причине черствости своего сердца, завистливости и злобы в отношении различных лиц, что она подавала мало милостыни, потому что она бедна; что она упрекает себя в огорчениях, которые доставила мужу, у которого просит прощения, так же как у других людей, которым нанесла обиду, и публично заявляет, что раскаивается в своих ошибках. Затем в церкви, стоя на коленях перед алтарем, она поклялась, что будет послушна мужу и оставляет ему свои владения, чтобы тот пользовался ими по своей воле.
По-видимому, она сдержала обещания, так как больше о Катерине ничего не известно до 1387, когда она передала свой замок Годиссар Раймонду де Бо де Малосен, сеньору де Сен-Клерен, брату своего мужа.
Она умерла 28 декабря 1394 и с ней угасла ветвь де Бо де Куртезон. Сеньория Куртезон перешла к дочери Раймонда V Марии де Бо, а через неё к дому Шалон-Арле.